# Neuhaus am Klausenbach
Neuhaus am Klausenbach é um município da Áustria localizado no distrito de Jennersdorf, no estado de Burgenland.